# Tajtékoskabóca-szerűek
A tajtékoskabóca-szerűek (Cercopoidea) a rovarok (Insecta) osztályába sorolt félfedelesszárnyúak (Hemiptera) rendjében a kabócák (Auchenorrhyncha) énekeskabóca-formájúak (Cicadomorpha) alrendágának egyik öregcsaládja.

## Megjelenésük, felépítésük
Apró, alig észrevehető, 3–19 milliméteres félfedelesszárnyúak. Rokonaiktól, az énekeskabóca-szerűektől (Cicadoidea) jól megkülönbözteti őket, hogy csak két pontszemük van, míg azoknak három. Ugyancsak lényegi különbség, hogy elülső lábpárjuk is normálisan fejlett (Urania). Egyedi jellegzetesség sajátos habfúvó- és légzőrendszerük.
Ezek a rovarok igen hasonlítanak a rokon púposkabóca-formájúak (Membracoidea) öregcsaládba sorolt mezeikabóca-félékre (Cicadellidae), de toruk alakja azokénál jóval egyszerűbb. Ugyancsak különbség, hogy hátulsó pár combjuk kör keresztmetszetű (Urania).

## Életmódjuk, élőhelyük
Az imágókat szinte sohasem vesszük észre, a lárváikat annál többször. A lárvák védelmi céllal népiesen „kakukknyálnak” mondott anyagot termelnek; ez a fehér anyag, nem egyéb, mint a ürülékük, amelyet a kilégzéskor távozó levegővel habos burokká fújnak fel. Egész lárvakorukat ebben töltik, és úgy vesznek levegőt, hogy potrohuk végét kidugják a tajtékból. A hab megvédi őket a kiszáradástól és ellenségeiktől (Urania). Az imágóknak erre a burokra már nincs szükségül, mivel vészhelyzetben messzire ugorhatnak.
Az anyaállatok a fajuknak megfelelő gazdanövényre rakják le petéiket. Kikelésük után a lárvák ezen növények száraiból és gyökereiből szívják ki a nedveket.

## Rendszertani felosztásuk
Az öregcsaládba az alábbi 5 élő, 3 fosszilis családdal és mintegy féltucatnyi, családba sorolatlan nemmel:
- Aphrophoridae Amyot & Serville, 1843
- tajtékoskabóca-félék (Cercopidae) Leach, 1815
- Clastopteridae Hamilton, K.G.A. 2001
- Epipygidae Hamilton, 2001
- Machaerotidae Stål, 1866
- †Procercopidae Handlirsch, 1906 — középső jura – kora kréta; Kína
- †Cercopionidae
- †Sinoalidae

- családba sorolatlan nemek:
  - Cercopidium,
  - Eocercopidium
  - Lithecphora
  - Locrites
  - Prinecphora
  - Tychticoloides

## Források

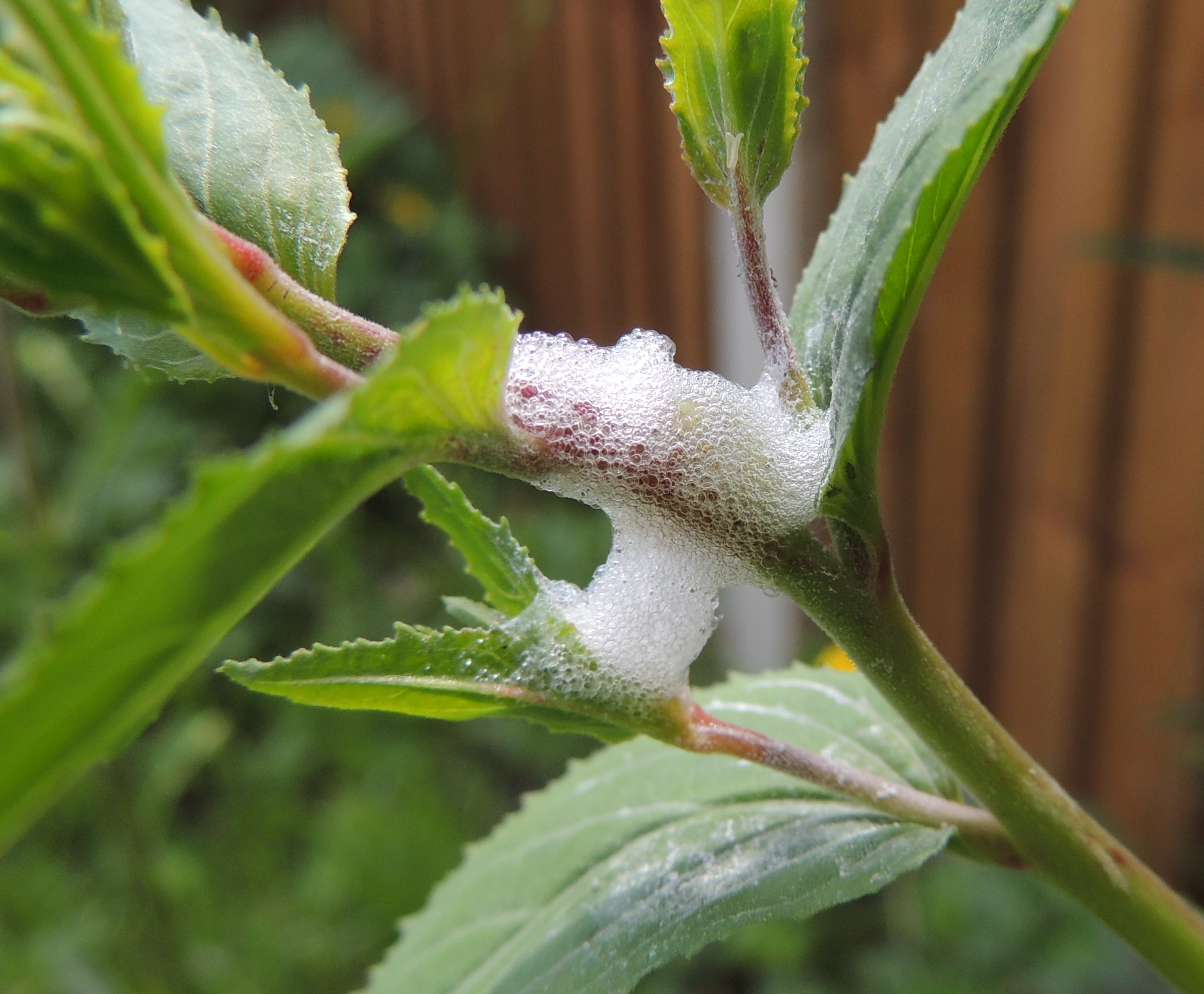
A lárvát védelmező „kakukknyál”